# Щ-202
Щ-202 — советская дизель-электрическая торпедная подводная лодка времён Второй мировой войны, принадлежит к серии V-бис проекта Щ — «Щука». При постройке лодка получила имя «Сельдь».

## История строительства
Лодка была заложена 3 сентября 1933 года на заводе № 194 имени А. Марти «Судомех» в Ленинграде, заводской номер 184/10, в 1934 году в виде восьми секций доставлена на Завод № 200 «имени 61 коммунара» в Николаеве для сборки и достройки, спущена на воду 25 мая 1934 года, 3 сентября 1935 года вступила в строй и вошла в состав Черноморского флота.

## История службы
На 22 июня 1941 года «Сельдь» входила в состав Отдельного учебного дивизиона и находилась в Феодосии, где принимала участие в испытании торпед.
В годы войны Щ-202 совершила 10 боевых походов и произвела 6 торпедных атак с выпуском 15 торпед. 24 марта 1942 года в результате налёта немецкой авиации на Туапсе погиб краснофлотец-электрик из экипажа Щ-202, находившийся на борту плавбазы «Нева».
В конце 1942 года при ремонте на Щ-202 была установлена аккумуляторная батарея от подводной лодки типа «А», имевшая значительно меньшую электроёмкость.
8 мая 1944 года произвела атаку на конвой. Во многих источниках указано, что при этом двухторпедным залпом был потоплен болгарский лихтер «Elbe-5» (1200 брт), однако о поражении этой цели также заявил отряд советских торпедных катеров в составе ТК-304, ТК-344, СМ-3. С учётом этого результат атаки Щ-202 достоверно не известен, как и название атакованного судна.
В 1945—1948 годах прошла капитальный ремонт на Севморзаводе в Севастополе.
В 1949 году переименована в С-202.
17 февраля 1956 года С-202 окончательно выведена из боевого состава ВМФ, разоружена и переформирована в учебно-тренировочную станцию УТС-11.
16 июля 1957 года исключена из списков плавсредств ВМФ, затем была переоборудована в судно-мишень, переведена на Каспийском море, где использовалась на специальном полигоне морской авиации.

## Командиры лодки
- 1 октября 1936 — сентябрь 1938 — М. А. Бибеев
- июнь 1941 — февраль 1942 — В. Х. Козюберда
- 28 августа 1942 — 16 апреля 1944 — А. П. Касаткин
- 16 апреля 1944 — 9 мая 1945 — М. В. Леонов